# William Schaus

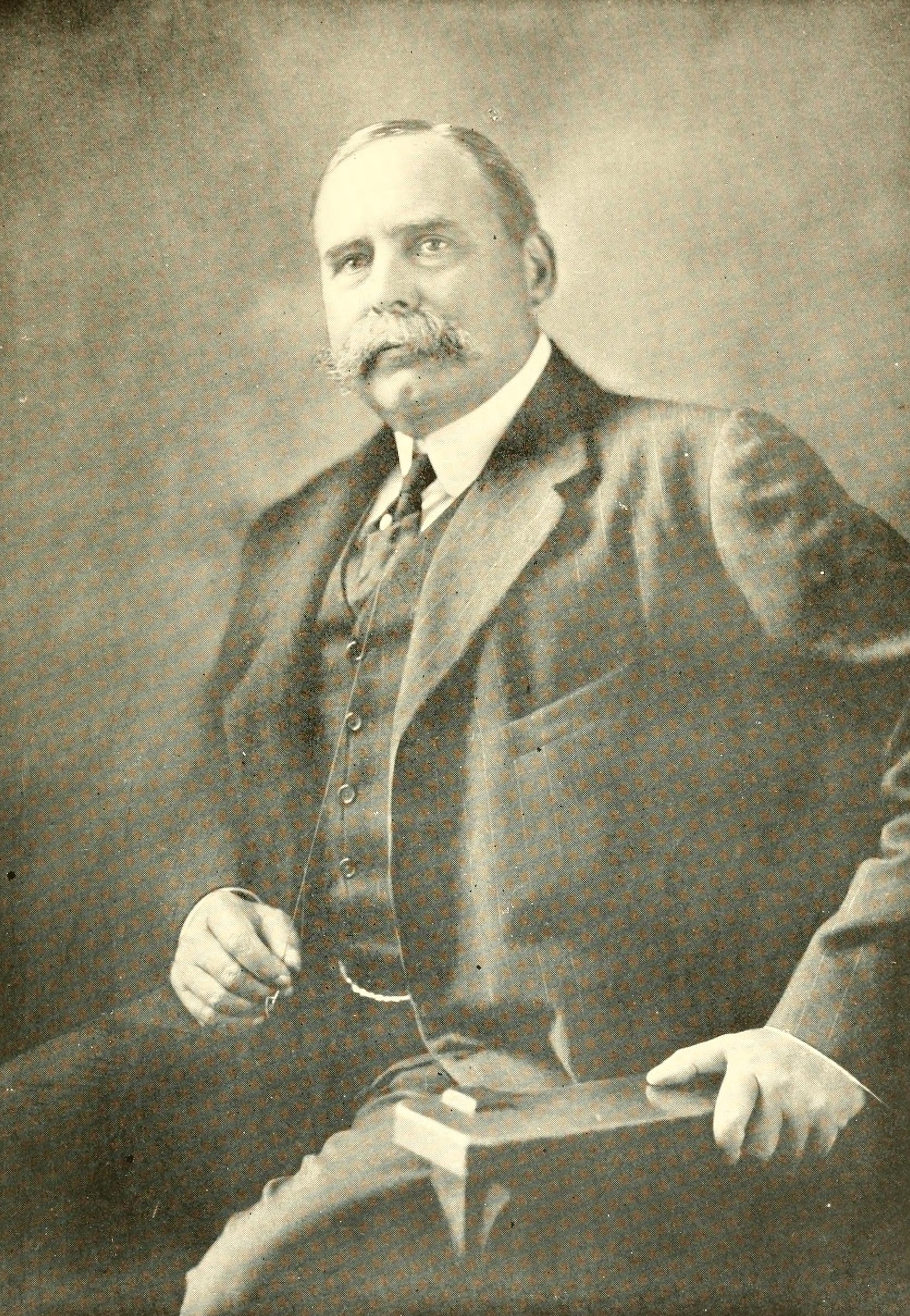
William Schaus

William Schaus (* 11. Januar 1858 in New York City; † 20. Juni 1942) war ein US-amerikanischer Entomologe.

## Leben
William Schaus war der Sohn von Margaret Conover und Wilhelm Schaus, einem deutschen Einwanderer in den Vereinigten Staaten. Sein Vater war Kunsthändler und Besitzer der Schaus-Galerien in New York. Schaus ging anfangs zur Phillips Exeter Academy in New Hampshire, besuchte aber auch in Frankreich und Deutschland Schulen. Er erhielt 1921 an der University of Wisconsin seinen Master of Arts. Eine zunächst angestrebte künstlerische Karriere gab er auf, als er unter dem Einfluss von Henry Edwards sein Interesse für die Entomologie, insbesondere die Schmetterlinge, entdeckte. 1919 trat er eine Stellung am Büro für Entomologie beim Landwirtschaftsministerium der Vereinigten Staaten an. Von 1921 an war er Ehren-Kustos der Schmetterlingssammlung des National Museum of Natural History. 1925 promovierte er an der University of Pittsburgh als Doctor of Science. 
Im Laufe seines Lebens sammelte er etwa 200.000 Exemplare der Ordnung der Schmetterlinge (Lepidoptera). Große Teile seiner Sammlung fing er auf seinen Reisen nach Mexiko, Costa Rica, Guatemala und weiteren Staaten Südamerikas. Insgesamt beschrieb er 327 Genera und über 5,000 Spezies von Schmetterlingen, großteils aus den Tropen Südamerikas, wie zum Beispiel Ormetica taniala. Schaus stiftete seine Sammlung größtenteils dem Smithsonian National Museum of Natural History.

## Werke (Auswahl)
- American Lepidoptera: illustrations of new and rare species. Part I, London: R.H. Porter, 1892. (Digitalisiert von Biodiversity Heritage Library bei )
- Descriptions of new American butterflies 1902. Kessinger Publishing (2010 Nachdruck)